# 西原陸軍補助施設

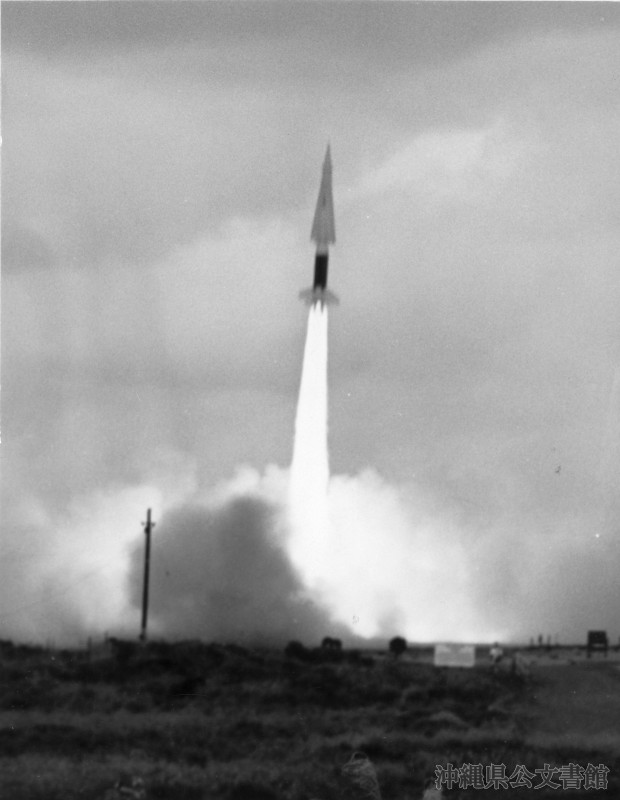
残波岬（ボーローポイント）ミサイル基地でのナイキ・ハーキュリーズ発射実験

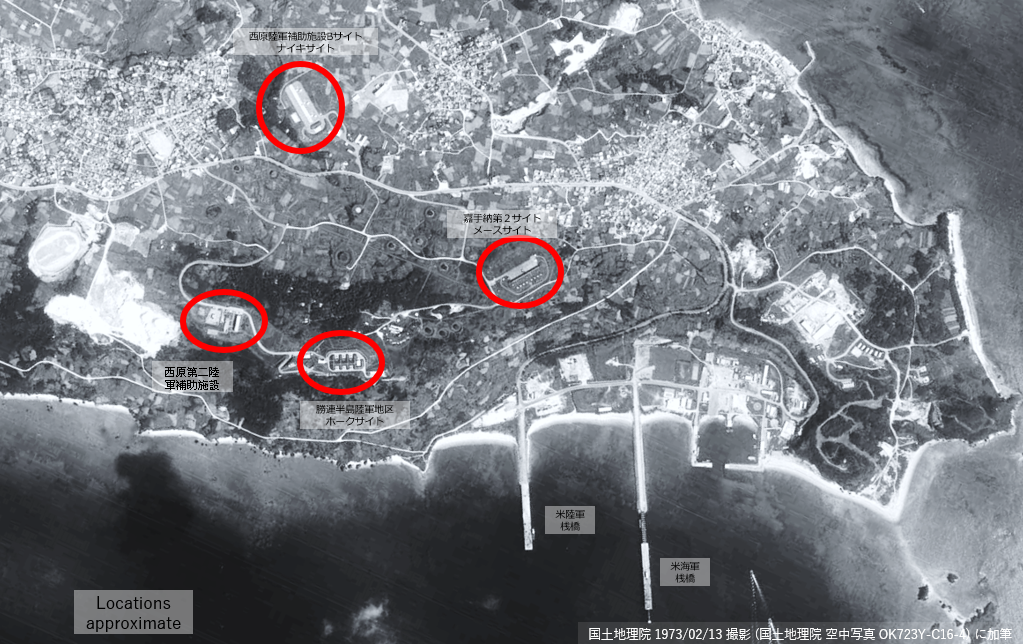
ホワイトビーチ地区の北に隣接する西原陸軍補助施設Bサイト。

西原陸軍補助施設 (にしはらりくぐんほじょしせつ / にしばる 英語 Nishihara Army Annex) は沖縄県うるま市の勝連半島に所在した米陸軍のミサイル基地。

## 概要
1959年に使用が開始され、1974年に返還が完了した。施設番号は FAC6047。南側に隣接する米軍基地ホワイト・ビーチ地区の一部ともみなされるが、正確には米陸軍のミサイル基地として個別の名称と基地番号を持つ。

### 施設概要
- 場所：与那城村字西原、字安勢里、勝連村字内間、字南風原
- 面積：約198,300 ㎡
- 建物：建物
- 工作物：道路、フェンス、上下水道施設等
- 管轄：米陸軍第30砲兵旅団ミサイル部隊

施設は通信施設とランチャー施設にわかれ、それぞれAサイト、Bサイトとよばれた。
1972年の沖縄返還協定では、勝連半島にあったナイキ、ホーク、メースのミサイル基地とその関連施設のうち、ナイキ・ハーキュリーズの基地となっていたのが米陸軍の「西原陸軍補助施設」であり、西側の与那城村西原町にあった「西原陸軍補助施設Aサイト」がミサイル管理通信業務を行う管理棟、東側のホワイトビーチ地区の北に隣接していた「西原陸軍補助施設Bサイト」が実際のミサイルサイトであった。

### 歴史
- 1959年2月12日：ナイキ・ハーキュリーズ基地として使用開始。米陸軍第30砲兵旅団ミサイル部隊の支配下となる[1]。
- 1969年10月頃：ナイキ基地としての機能を停止する。
- 1972年5月15日：沖縄返還にともない「西原陸軍補助施設」として提供開始。使用主目的は宿舎及び事務所として。Bサイトは兵舎として使用される。
- 1973年6月30日：約62,000㎡を返還。
- 1974年4月30日：約136,000㎡を返還し、完了する[2]。

|         | 1972年以前                        | 1972年               |                              |
| FAC6047 | 西原陸軍補助施設 (ナイキ) Aサイト | 西原陸軍補助施設     | 返還                         |
| FAC6047 | 西原陸軍補助施設 (ナイキ) Bサイト | ホワイト・ビーチ地区 | 返還                         |
| FAC6048 | 西原第二陸軍補助施設              | ホワイト・ビーチ地区 | 陸自勝連高射教育訓練場に移管 |
| FAC6048 | 嘉手納第2サイト (メース)          | ホワイト・ビーチ地区 | 返還                         |
| FAC6048 | 勝連半島陸軍地区 (ホーク)         | ホワイト・ビーチ地区 |                              |
| FAC6048 | ホワイト・ビーチ貯油施設          | ホワイト・ビーチ地区 |                              |
| FAC6048 | ホワイト・ビーチ港海軍施設        | ホワイト・ビーチ地区 | 一部、海自沖縄基地隊に移管   |

## 西原陸軍補助施設

### Aサイト
- 施設: ナイキ・ハーキュリーズ誘導基地
- 面積: 約 62,000 ㎡
- 返還: 1973年6月30日

Aサイトはナイキ・ハーキュリーズ誘導基地 (通信基地) として、北に金武湾、南に中城湾が展望できる要所に位置していた。

### Bサイト
- 施設: ナイキ・ハーキュリーズ発射基地
- 面積: 約 136,000 ㎡
- 返還: 1974年4月30日

Bサイトはナイキ・ハーキュリーズの発射基地で、ホワイト・ビーチ地区に隣接し、冷戦時代は、ホワイト・ビーチ地区に配備されていたメースBや、ホークミサイル、司令局 (CC) と一体化した一大ミサイル拠点を形成していた。
|   | 沖縄のナイキ・ハーキュリーズ・サイト | 沖縄のナイキ・ハーキュリーズ・サイト | 備考                    |
| 1 | 第1サイト                            | ボロー・ポイント射撃場 (読谷)        | 返還                    |
| 2 | 第2サイト                            | 恩納ポイント (恩納サイト)            | 空自 恩納分屯基地に移管 |
| 3 | 第3サイト                            | 石川陸軍補助施設 (天願)              | 返還                    |
| 4 | 第4サイト                            | 西原陸軍補助施設                     | 返還                    |
| 5 | 第5サイト                            | 普天間飛行場                         |                         |
| 6 | 第6サイト                            | 知念第二サイト                       | 空自 知念分屯基地に移管 |
| 7 | 第7サイト                            | 与座岳サイト                         | 陸自 南与座分屯地に移管 |
| 8 | 第8サイト                            | 那覇サイト                           | 空自 那覇基地に移管     |

## 西原第2陸軍補助施設
- 1972年5月15日：沖縄返還協定了解覚書B表に基づき、⑴ ホワイト・ビーチ港海軍施設、⑵ 勝連半島陸軍地区、⑶ ホワイト・ビーチ貯油施設、⑷ 嘉手納第２サイト（メースB基地）とともに ⑸西原第2陸軍補助施設（ホーク・ミサイルのミサイル・サイトとコマンド）が「ホワイト・ビーチ地区」として統合された[3]。
- 1973年5月1日：沖縄返還協定了解覚書Ｂ表に基づき､ホワイト・ビーチ地区となった西原第二陸軍補助施設の敷地約134,000㎡が、陸上自衛隊に移管され、那覇駐屯地勝連高射教育訓練場（勝連分屯地）が開設された。米軍のホークミサイル及び施設はそのまま勝連分屯地が引き継いだ[4]。